# Пшилесе (Великопольське воєводство)
Пшилесе (пол. Przylesie) — село в Польщі, у гміні Вієво Лещинського повіту Великопольського воєводства.
Населення — 63 особи (2011).
У 1975-1998 роках село належало до Лешненського воєводства.

## Демографія
Демографічна структура станом на 31 березня 2011 року:
|          | Загалом | Допрацездатний вік | Працездатний вік | Постпрацездатний вік |
| -------- | ------- | ------------------ | ---------------- | -------------------- |
| Чоловіки | 34      | 4                  | 25               | 5                    |
| Жінки    | 29      | 7                  | 19               | 3                    |
| Разом    | 63      | 11                 | 44               | 8                    |